# Dějiny prehistorické Británie

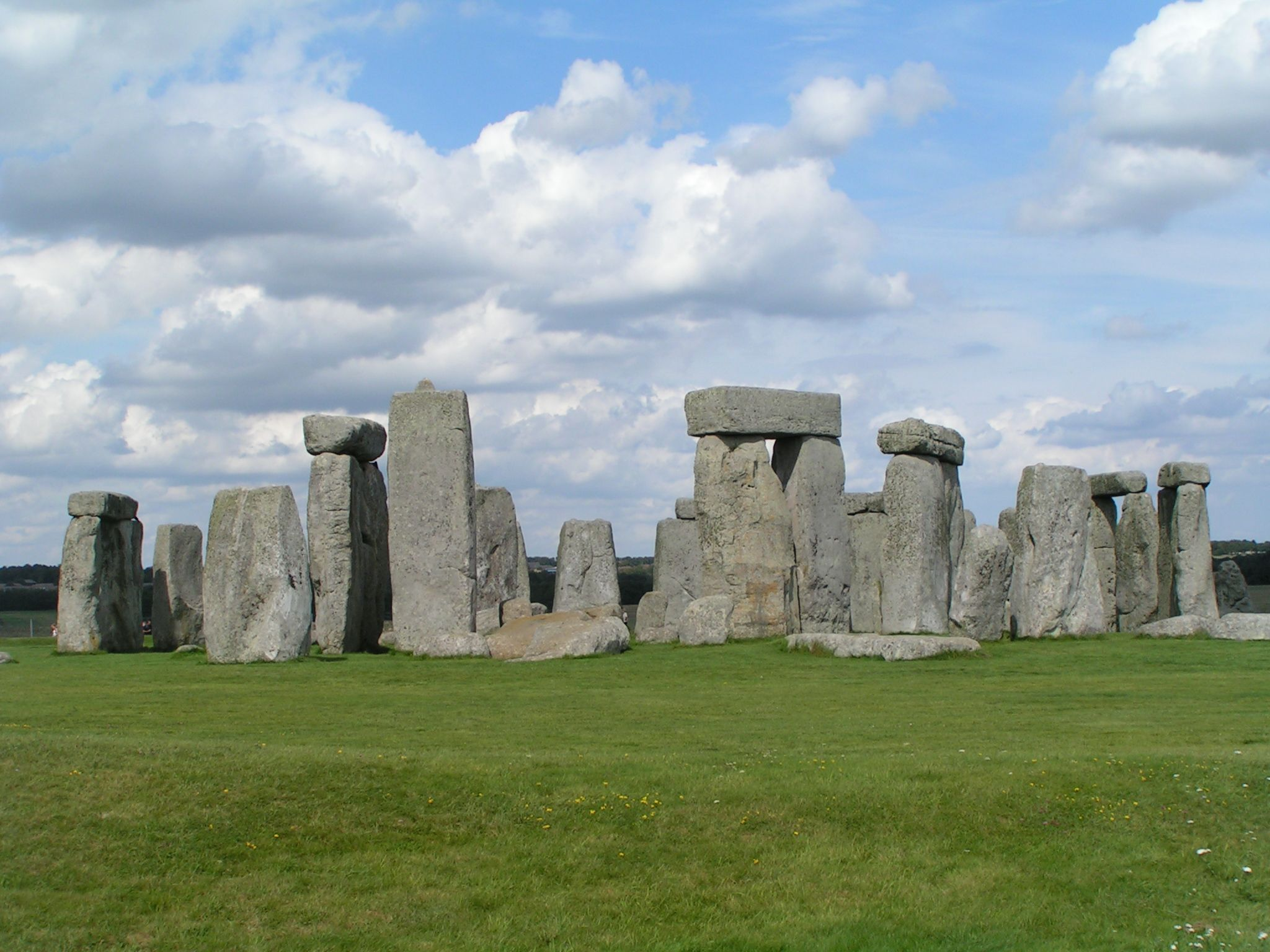
Stonehenge

Dějiny prehistorické Británie zahrnují časové období zhruba od poslední části pravěku do ovládnutí Británie Římany v roce 43. Období pravěku je rozděleno do několika částí, i když časové hranice mezi nimi jsou pozvolné. Ty se obecně liší od těch, které se používají pro kontinentální Evropu.

## Paleolit
První dobou, o níž je známo, že v Británii žil člověk, je paleolit. Toto časově rozsáhlé období přineslo několikrát zalednění, což osídlení této oblasti významně ovlivnilo. Británii v té době obývaly tlupy lovců a sběračů, kteří cestovali po celé severní Evropě za stády zvěře nebo se pokoušeli rybařit.
Některé výzkumy DNA naznačují, že 21 % mateřské linie v současné Británii pochází z období před dobou ledovou a 51 % z pozdního paleolitu. Nicméně některé studie Y-chromozomu ukazují, že 50 až 100% mužské populace migrovalo do Anglie v posledních asi 2 500 letech, většina zřejmě v době invaze Anglosasů. Některé jiné studie zase ukazují na genetické spojení mezi obyvateli Británie a Basky.

### Starý paleolit
Z nálezů kostí a kamenných nástrojů na pobřeží u Happisburghu v Norfolku u Pakefieldu v Suffolku je zřejmé, že člověk obýval Británii zhruba před 700 000 lety. V té době jižní a západní Británii spojoval s kontinentem široký pruh země, který umožňoval volný pohyb. V místě současného Lamanšského průlivu tekla široká řeka s přítoky, z nichž později vznikly Temže a Seina. Archeologické vykopávky z Boxgrove v Sussexu ukazují na příchod Homo heidelbergensis v období asi před 500 000 lety. Tito lidé vyráběli acheuléenské kamenné nástroje a lovili velkou zvěř. Dokázali nahnat slony, nosorožce a hrochy k útesům nebo vyhloubeným jámám, kde je snadněji zabili.
Následné extrémně chladné období člověka z Británie vyhnalo a k dalšímu osídlování došlo až v dalším období, které začalo přibližně před 300 000 lety a skončilo asi před 200 000 lety. Z té doby pocházejí nástroje nalezené u Barnfield Pit v Kentu a také pazourkové nástroje vyrobené levalloiskou technikou zřejmě lidmi původem z Afriky. Dokonalejší technologie výroby zbraní umožňovala efektivnější lov, čímž se Británie stala hodnotnějším místem pro osidlování až do dalšího chladného období zhruba před 352 000 až 130 000 lety.
Nicméně existují jen mizivé známky obydlení Británie v období před 130 000 až 110 000 lety. Voda z tajících ledovců vzniklých v předchozím mrazivém období Británii od kontinentu oddělila. Dále se zdá, že malé známky osídlení Británie jsou způsobeny i tím, že v té době došlo k poklesu populace i na kontinentu.

### Střední paleolit
Z období před 180 000 až 60 000 lety neexistují žádné nálezy potvrzující přítomnost člověka v Británii. V době před 60 000 až 40 000 lety byla Británie lučinatou zemí, kde se vyskytovali obrovští jeleni, mamuti, nosorožci a masožravé šelmy. Homo neanderthalensis dorazil do Británie asi před 40 000 lety.

### Pozdní paleolit
Známky osídlení neandrtálci jsou v této době již řídké a okolo roku 30 000 př. n. l. se objevují první pozůstatky moderního člověka – Homo sapiens. Nejznámějším nalezištěm z tohoto období je pohřebiště Červené paní z Paviland na pobřeží současného jižního Walesu. Poslední doba ledová pokryla Británii ledem před 70 000 až 10 000 lety. Toto studené období vytlačilo člověka z Británie zřejmě do jižní Francie. Naleziště u Gough Cave v Somersetu datovaná do období před 12 000 lety ale ukazují, že se vracel a podle vývoje teploty se opakovaně zase stahoval na kontinent. V Británii v té době převládala tundra.
První pozoruhodnou kulturou pozdního paleolitu je creswellianská industrie s listovými tvary používanými zřejmě jako hroty šípů. V té době byly vyráběny kvalitnější pazourkové zbraně, ale používaly se i kosti, parohy, skořápky, jantar, zvířecí zuby a mamutí kly. Ty byly tvarovány pro nástroje, ale i šperky a kyje. Pazourek dopravovali do míst, kde se vyskytoval vzácně. Například nástroj z jeskyně v Devonu je z kamene z místa vzdáleného asi 160 km - ze Salisburské nížiny. To se vysvětluje velkou pohyblivostí tehdejších obyvatel, kteří s sebou místo neopracovaného kamene nosili polotovary pro zbraně a jiné náčiní.
Tehdejší lidé lovili převážně divoké koně a jeleny, třebaže jejich kořistí se v menší míře stávala i ostatní zvířata, od zajíců po mamuty. Z mála informací v archeologických nálezech se zdá, že pohřbívání předcházelo stahování z kůže, rozdělení mrtvoly a uložení jejich kostí do jeskyně. Umělecké vyjádření bylo omezeno na vyřezávání kostí, s výjimkou malby v jeskyních u Creswellu a Mendipu.
Chladnější a sušší období před 12 700 až 11 500 lety způsobilo úbytek lovné zvěře, ačkoli se plocha lesů zvětšovala. Výroba nástrojů se v této době orientovala na malé nástroje, ty z kostí a parohů byly méně obvyklé. Z té doby se ale dochovala mnohá naleziště a častější je i výskyt stanovišť pod otevřeným nebem.

## Mezolit
Na počátku holocénu, asi před 10 000 lety, skončila poslední doba ledová. Teplota stoupala, až dosáhla přibližně dnešní úrovně. V době před zhruba 9 500 lety voda z tajících ledovců oddělila Británii a Irsko a asi před 6 500 lety došlo k poslednímu oddělení od kontinentu. Teplejší klima změnilo původně arktickou krajinu na les, v němž převládala borovice, bříza a olše. Tato změna prostředí snížila počty sobů a divokých koní, které nahradil los, jelen, prase divoké a pratur, což si vyžádalo změnu techniky lovu.
Nástroje byly doplněny o háčky tak, aby se zbraň v těle lovené zvěře zachytila a snížila se tak možnost jejího úniku. V archeologických vykopávkách z té doby se objevují dřevěné nástroje jako teslice, i když nástroje s pazourkovou čepelí se stále ještě používaly. Pro výhody při lovu zvěře došlo k ochočení psa. Osídlení člověkem se v té době rozšířilo až na sever Skotska. Naleziště známek života v mezolitu zahrnují Mendip, Starr Carr v hrabství Yorkshire a Oronsay na Vnitřních Hebridách. Poblíž Howicku v Northumberlandu byly objeveny zbytky kruhové stavby zřejmě používané jako obydlí. Způsob života se změnil na sezónní nebo i trvalé obydlení určitého území s mnohem kratšími přesuny, než tomu bylo v předchozím období, kdy člověk za stády zvěře cestoval.

## Mezolit – Neolit
Nárůst populace se schopností lépe využívat přírodní zdroje vedl v období mezolitu v některých případech k místnímu vyčerpání těchto zdrojů. Pozůstatky mezolitického jelena u Poulton-le-Fylde v Lancashire ukazují na to, že byl třikrát zraněn, a přesto vždy unikl, což dokládá neúspěch při jeho lovu. Několik neolitických památek bylo nalezeno v místech původního mezolitického osídlení, ale spojitý vývoj je doložen jen zřídka. Zemědělství a chov domácích zvířat se v Británii začaly uplatňovat asi kolem roku 4 500 př. n. l. z důvodu zajištění obnovitelného zdroje potravy. Původní styl života zaměřený na lov a sběr se postupně, vlivem lepšího využití přírodních zdrojů, změnil na stabilnější osídlení daného území jednotlivými tlupami. Od období pozdního mezolitu docházelo k postupnému oteplování.

## Neolit
V neolitu docházelo ke zdokonalení využití rostlin a chovů dobytka, i když není zcela zřejmé, zda tento rozvoj vytvářeli domácí obyvatelé, nebo ho přinesli nájezdníci z kontinentu, kteří je nahradili. Pylová analýza ukazuje, že lesy byly postupně vytlačovány loukami. Zimy byly asi o 3 °C studenější, ale léta asi o 2,5 °C teplejší než v současnosti.
Zemědělství a usedlejší styl života umožňuje komplexnější sledování změn stylu života než období mezolitu. Neolitická revoluce vedla k usedlejšímu stylu života a společnost se postupně diferencovala na skupiny zemědělců, umělců a vůdců. Lidé mýtili lesy, aby získali plochu pro pěstování pšenice nebo ječmene, pro chov skotu a prasat a později i ovcí a koz. V té době lidé běžně bydleli v jeskyních.
První opevnění v Británii pocházejí z počátku neolitu. Vyvinula se zřejmě z dlouhých domů, i když nebyly nalezeny vesnice postavené v tomto stylu, jen jednotlivé domy. Vzrůstající schopnost využití životního prostředí je zřejmá z nálezu dřevěné cesty u Sweet Track z roku 3807 př. n. l. vybudované přes mokřiny v oblasti Somersetu. Typickými nálezy z té doby jsou šupinové hroty šipky, kruhová keramika a leštěné sekery. Dokladem využití kravského mléka jsou pozůstatky obsahu v keramických nádobách u Sweet Track. Použití dřevěných nástrojů bylo v té době zcela běžné. Začaly se také objevovat kamenné kruhy a pohřebiště jednotlivců.

## Doba bronzová
Pohárková keramika spolu s plochými sekyrami a pohřbíváním do země se v Anglii objevila v letech 2475 až 2315 př. n. l. V té době byl vztyčen pískovcový kruh a triliton ve Stonehenge. Výroba pohárků importovaná z kontinentu přispěla k rozvoji zpracování kovů. Zpočátku byla používána měď, ale asi od roku 2150 př. n. l. kováři zpracovávali bronz, který je mnohem tvrdší než měď a vzniká smícháním mědi s malým množstvím cínu. V následujících letech bronz ve výrobě nástrojů a zbraní nahradil kámen.
Británie měla velké a snadno dostupné zásoby cínu v oblasti Cornwallu a Devonu na jihozápadě Anglie, jejichž těžba byla v té době zahájena. Okolo roku 1600 př. n. l. nastal v této oblasti vzestup obchodu, protože Britové začali cín vyvážet do celé Evropy. Pozůstatky přístavů z té doby byly nalezeny u Banthamu v Devonu a u Mount Batten. Měď byla těžena u Great Orme v severním Walesu. Lidé té doby dokázali vytvářet i ozdobné ornamenty ze zlata (nálezy z centra jižní Anglie).
Lidé v rané době bronzové pohřbívali své zemřelé pod hliněné mohyly a často do hrobu pokládali pohárky. Později se začala používat kremace a popel byl ukládán do uren s přiloženými kovovými předměty (například dýkami). Lidé v té době vybudovali mnoho známých staveb, jako je pozdní fáze Stonehenge nebo Seahenge. Bydleli v kruhových obydlích. Jejich potrava zahrnovala skot, vepře, jeleny, ryby a ptáky. Vyráběli sůl a Pýtheás uvádí, že Britové byli zdatní pěstitelé pšenice.

## Starší doba železná
Okolo roku 750 př. n. l. dorazila do Británie z jižní Evropy technologie výroby železa, mnohem pevnějšího a dostupnějšího než bronz. Jeho výroba vyvolala revoluci v mnoha aspektech života společnosti, především v zemědělství. Železné pluhy dokázaly zorat půdu mnohem rychleji a do větší hloubky a železné sekery umožnily rychlejší vymýcení lesa pro pozdější zemědělské využití. Existovaly mnohé uzavřené obydlené oblasti a vlastnictví půdy začalo být důležitým znakem bohatství.
Okolo roku 500 př. n. l. větší část Britských ostrovů osídlili keltští Britové neboli Britonové. Byli schopnými obchodníky a vyráběli splétáním zdobené zlaté šperky a bronzové a železné zbraně. Lidé v té době žili v organizovaných kmenových skupinách v čele s náčelníkem.
Vlivem nárůstu obyvatel docházelo mezi kmeny k válkám, kvůli nimž se zřejmě stavěly tvrze. Některé ale mohly být určeny pro ochranu dobytka. Okolo roku 350 př. n. l. byla větší část těchto staveb opuštěna, zato zbytek dostavěn a posílen. Velké zemědělské usedlosti produkovaly značné množství potravin a římské prameny uvádí, že Británie exportovala honicí psy, zvířecí kožešiny a otroky.

## Mladší doba železná
Poslední století před invazí Římanů se vyznačovalo přílivem utečenců z Galie, kteří byli okolo roku 50 př. n. l. vytlačeni římskou expanzí a zamířili hlavně do okolí Winchesteru. Kmen Parisiů, který měl kulturní styky s kontinentem, se usadil v severovýchodní Anglii.
Okolo roku 175 př. n. l. došlo k vzestupu hrnčířství v oblasti Kentu, Hertfordshire a Essexu. Kmeny na jihovýchodě Anglie byly částečně pořímštěny a vytvořily první větší sídla (oppida) dost velká na to, aby mohla být nazývána městy.
Poslední období před vpádem Římanů přineslo do života společnosti významné změny. Okolo roku 100 př. n. l. se začaly jako platidlo užívat železné mince a obchod v rámci země i s Evropou vzkvétal také díky velkému nerostnému bohatství Británie. Rozvíjela se rovněž ražba mincí založená na vzorech z kontinentu, ale s vyraženými obrazy místních náčelníků.
Starověký Řím se rozpínal a začal se o Británii zajímat, pravděpodobně především kvůli rozsáhlým zásobám nerostných surovin.